# Trollius europaeus
Trollius europaeus (L., 1753), comunemente noto come botton d'oro, è una pianta erbacea appartenente alla famiglia delle Ranunculaceae, originaria di Europa e Russia asiatica. 
È una pianta velenosa in ogni sua parte, come gran parte delle Ranunculaceae, ma innocua se essiccata.
È una pianta protetta.

## Etimologia
Il nome del genere (Trollius) deriva dal tedesco antico “troll” che vuol dire globoso, in riferimento alla forma a palloncino del fiore. Tale denominazione veniva usata già nel XVI secolo. 
È il naturalista svizzero Conrad Gessner che parla nei suoi scritti di questo fiore probabilmente conosciuto durante la sua ascensione al Monte Pilatus (nel 1555) nei pressi di Lucerna. Infatti da quelle parti il fiore era chiamato volgarmente “Troll Blume”. Ma un'altra fonte fa derivare il nome sempre dal vocabolo “troll” che è anche proprio della lingua svedese e indica una divinità nordica maligna alludendo probabilmente alla velenosità della pianta.
La prima descrizione scientifica la si ha da Linneo, che nel 1753 la inserì nei suoi scritti.
Il nome italiano di “botton d'oro” fa riferimento alla caratteristica forma del fiore.

## Descrizione

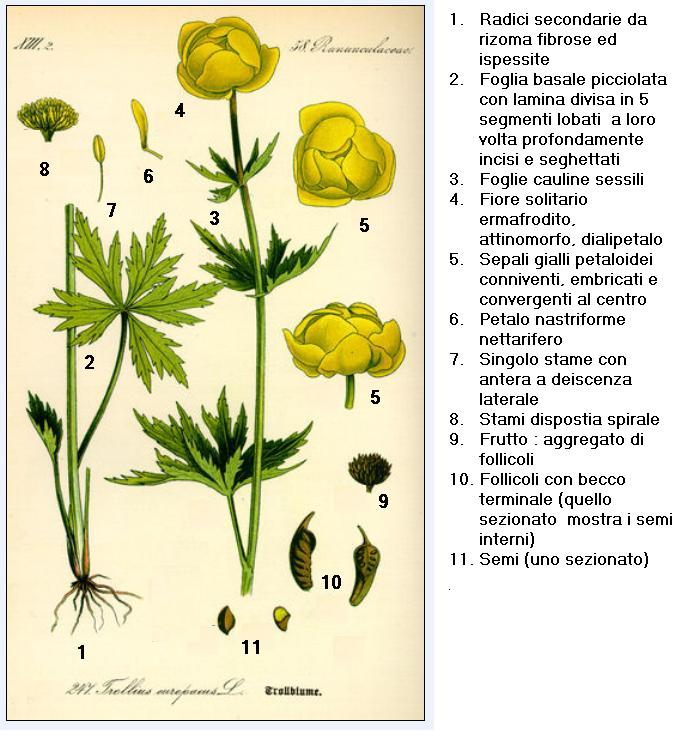
Descrizione delle parti della pianta

La forma biologica della pianta è emicriptofita scaposa (H scap): ossia è una pianta perennante per mezzo di gemme situate a livello del suolo (emicriptofita); l'asse fiorale è allungato con poche foglie (scaposo).
Radici
Radici secondarie da rizoma fibrose ed ispessite.
Fusto
Il fusto (sorgente dal breve rizoma) è robusto ma semplice (poco ramificato), di aspetto striato, quasi scanalato ma glabro.
Foglie

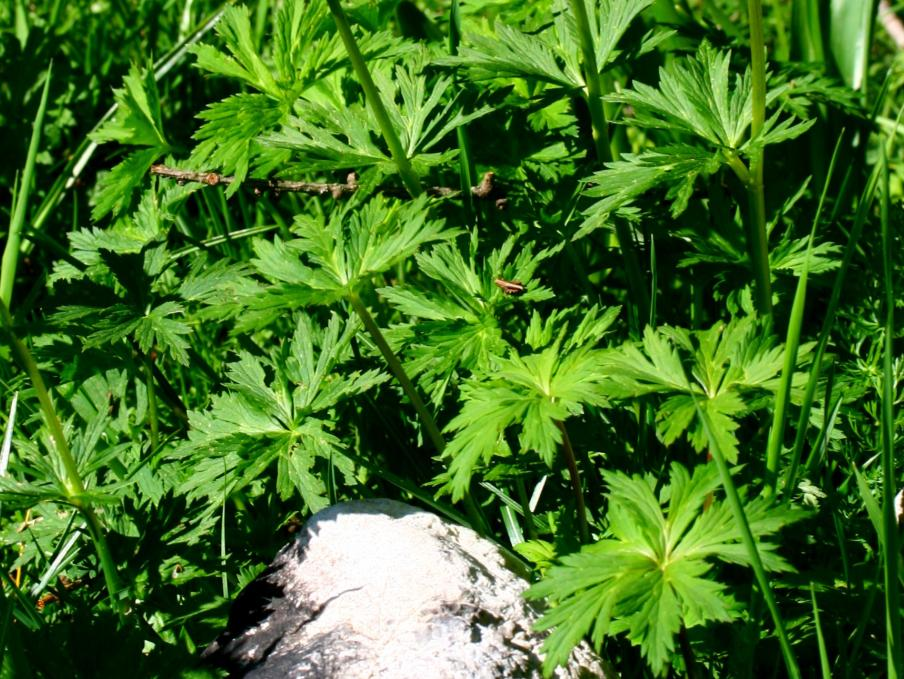
Foglie palmatifide

- Foglie basali: sono a disposizione alterna e lungamente picciolate (10 – 15 cm) e palmatifide, ossia la lamina (dal contorno poligonale) è divisa in segmenti lobati (3 – 7 lobi rombici) a loro volta profondamente incisi e dentato – seghettati, quasi lanceolati. Larghezza della foglia: 6 – 8 cm.
- Foglie cauline: sono sessili, più piccole e meno incise delle basali (generalmente sono trimere – a 3 lobi).

Il colore delle foglie è verde scuro sulla pagina superiore e più chiaro inferiormente.
Infiorescenza
Fiore solitario (unifloro) alla fine dello stelo. Raramente con 2 o 3 fiori.
Fiori

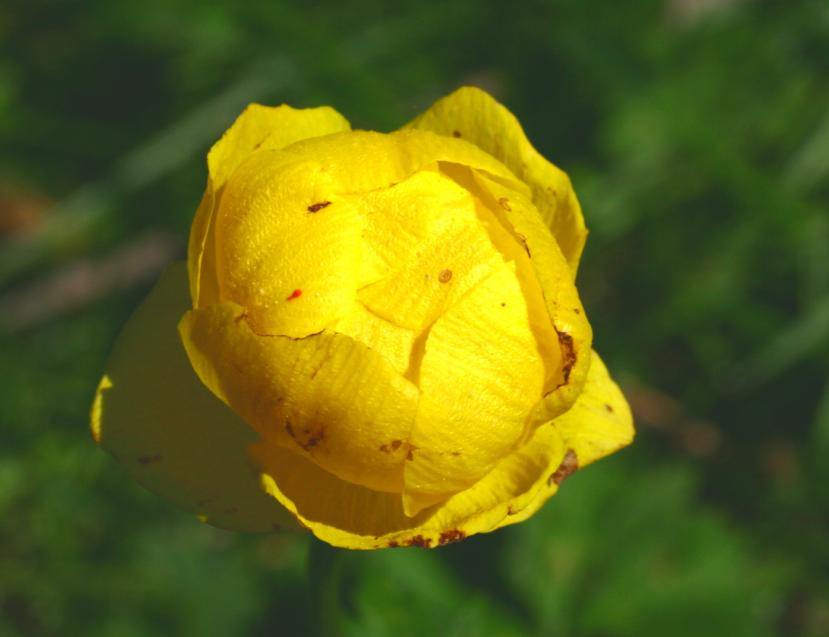
Fiore con sepali gialli di forma globosa

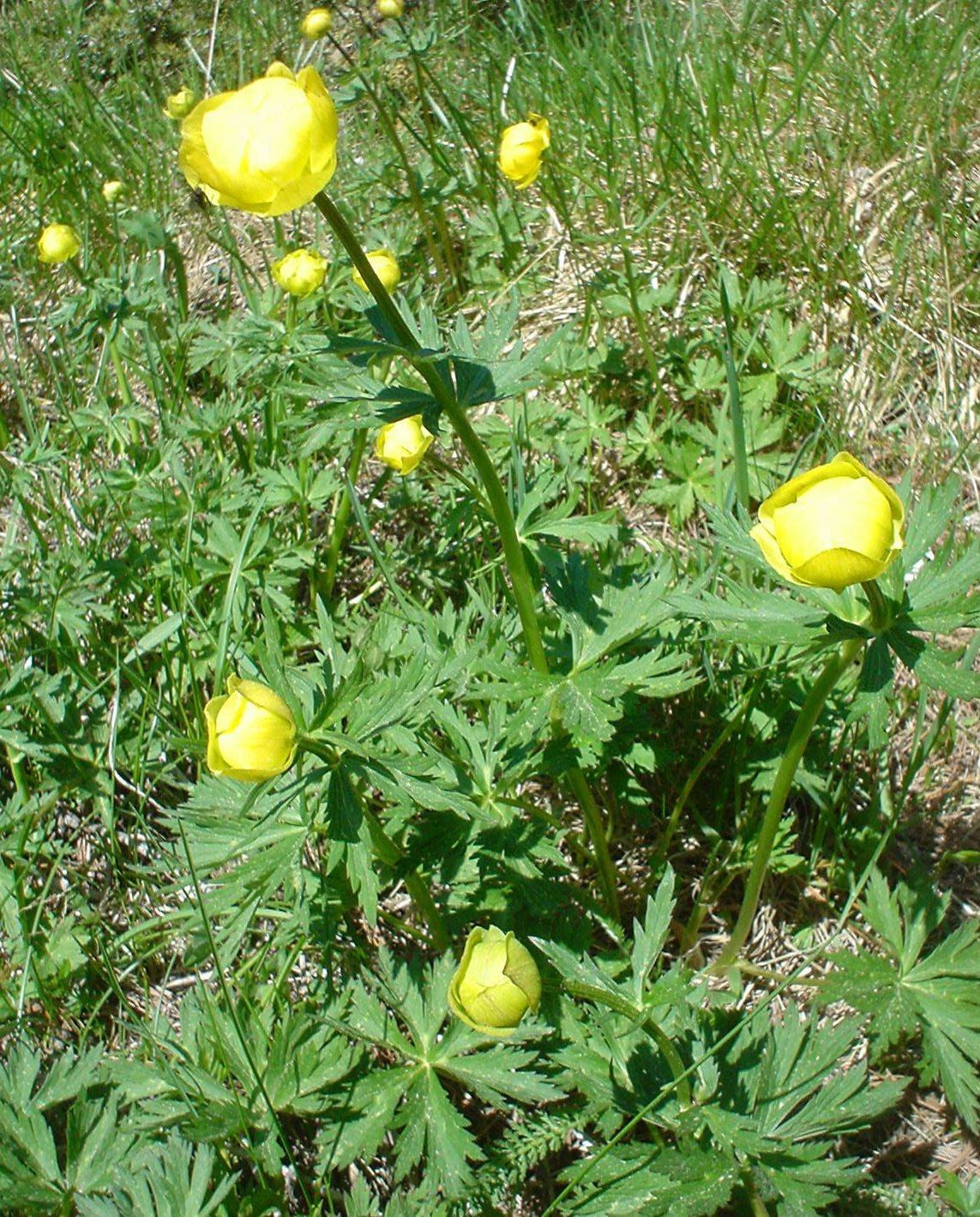
Piante in campo

I fiori sono ermafroditi, attinomorfi, dialitepali, e lungamente peduncolati.
Il colore del fiore è giallo intenso (quasi oro) con sfumature giallo - verdastre ed ha la tipica forma di una sfera (aspetto globoso) di 4 –5 cm di diametro.
- Calice: i sepali sono caduchi, obovati del tipo petaloideo, in numero di 10 – 12 (5 di questi sono più esterni e di colore giallo –verdastro e con 5 – 7 dentelli al margine superiore); sono conniventi, embricati e convergenti (arcuati) a simulare un fiore chiuso (questo è l'aspetto più esterno del fiore). Dimensione dei sepali: 15 – 17 mm.
- Corolla: i petali sono diversi (da 5 a 15), più piccoli (esili linguette)  ed hanno soprattutto la funzione di organi nettariferi posti, questi ultimi,  all'apice del petalo dopo una brevissima unghia terminante in una stretta lamina lineare, nastriforme con appunto una depressione nettarigena.
- Androceo: gli stami sono numerosi (come numero uguali o maggiori dei petali). Sono disposti a spirale su filamenti lineari. Le antere sono lineari anch'esse, con deiscenza laterale.
- Gineceo: i numerosi pistilli (formati da numerosi carpelli liberi e sessili) sono nella parte più interna e protetta del fiore. Ogni carpello contiene diversi ovuli che si trasformano in semi trigoni.
- Fioritura: da maggio ad agosto
- Impollinazione: tramite api, mosche e coleotteri

Frutti
Il frutto è un aggregato di follicoli oblunghi con un becco terminale. Contengono diversi semi. Dimensione dei follicoli: 3 x 8 mm.

## Distribuzione e habitat
Il geoelemento della pianta è definito come Artico-Alp., ossia ha un areale che va dall'Europa artica alle alte montagne del Sud Europa.
È presente quindi nelle zone montane dell'Europa meridionale (Pirenei, Balcani ma anche Carpazi) e a bassa quota anche nel Nord Europa (Scandinavia, Gran Bretagna), ma anche in Nord America e nel Caucaso (in questo caso si tratta di specie affini).
In Italia è comune nelle regioni settentrionali montane compreso l'Appennino settentrionale; è raro nell'Italia centrale; assente al sud e nelle isole. Si trova sui prati montani subalpini e alpini, luoghi umidi a mezz'ombra con terreni fertili e ben concimati, ma anche suoli argillosi e ricchi di humus. Pianta leggermente nitrofila.
Altitudine: da 500 a 2700 m s.l.m..

## Usi

### Farmacia
- Sostanze contenute nella pianta: protoanemonina (è una sostanza velenosa!)
- Proprietà della pianta: rubefacente e purgante se usata appena raccolta.

### Giardinaggio
Esiste una varietà a doppi fiori che per la sua bellezza e originalità è spesso usata come pianta ornamentale.

## Galleria d'immagini

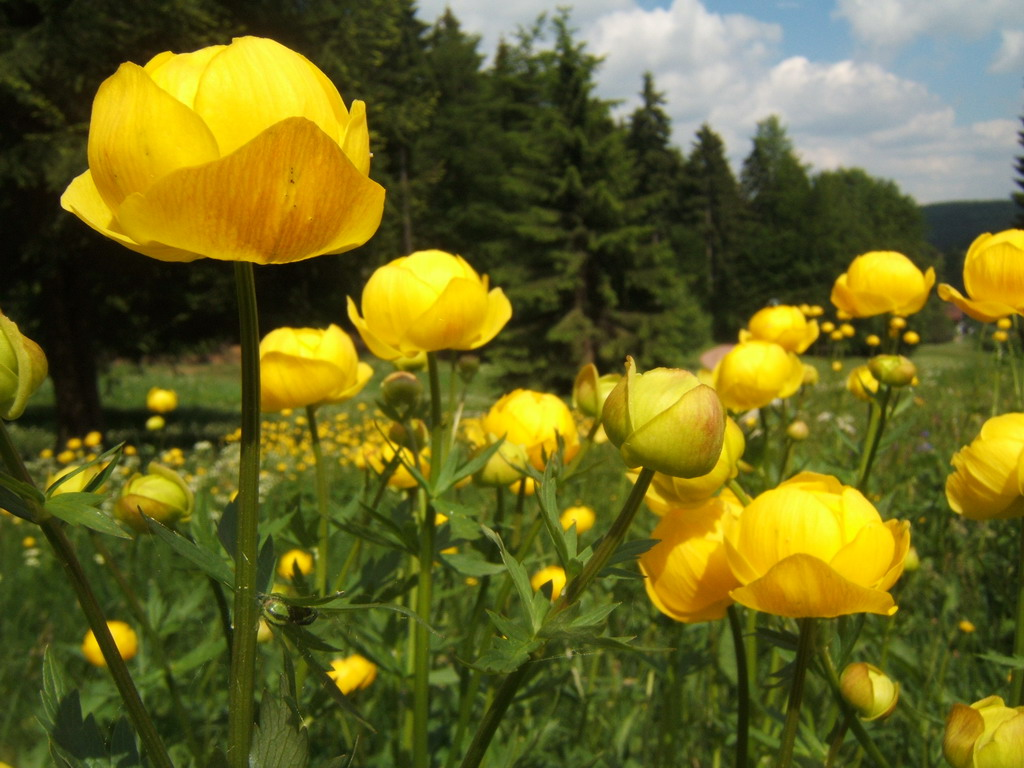
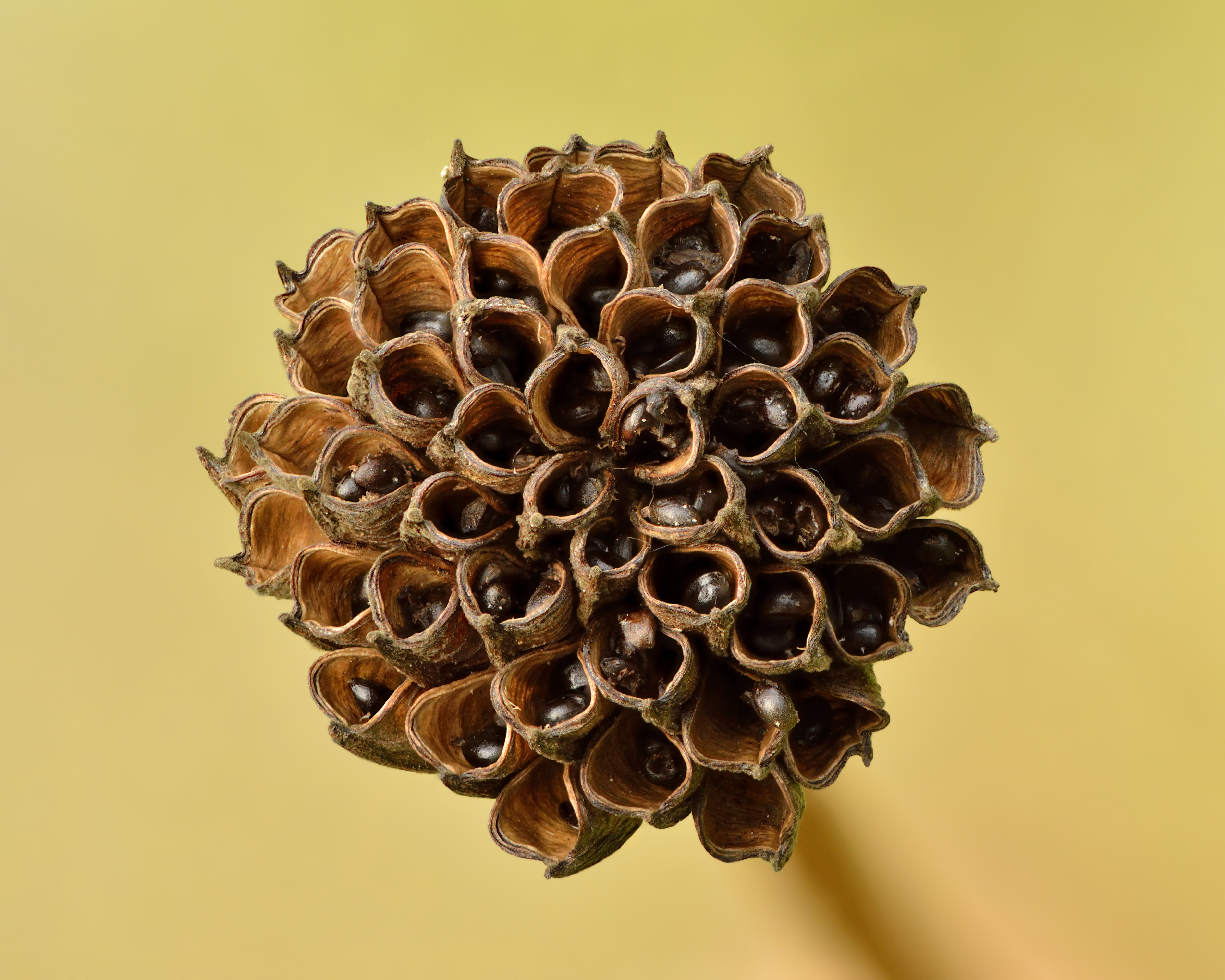
Frutti
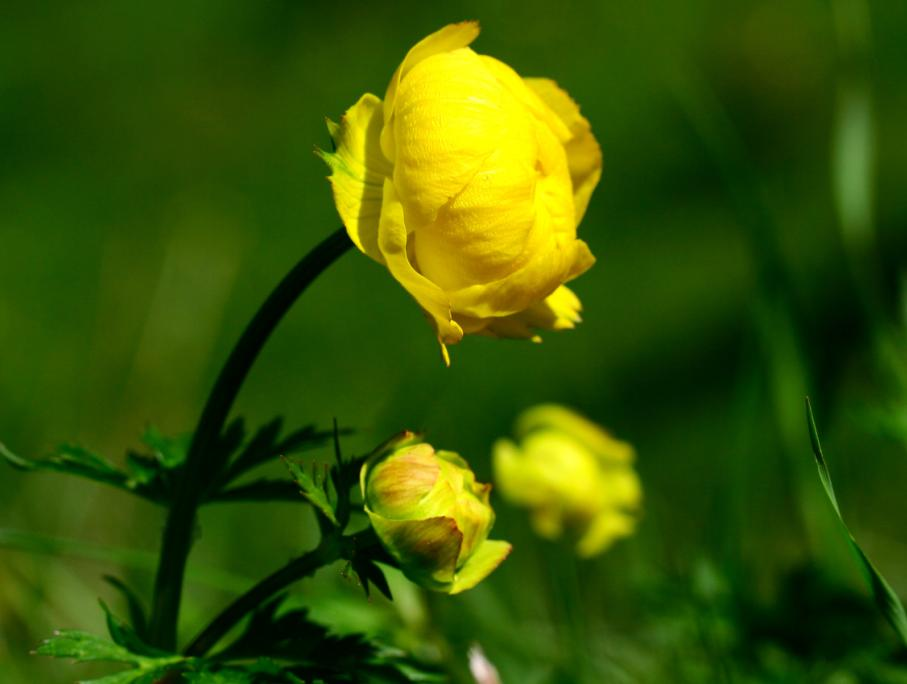
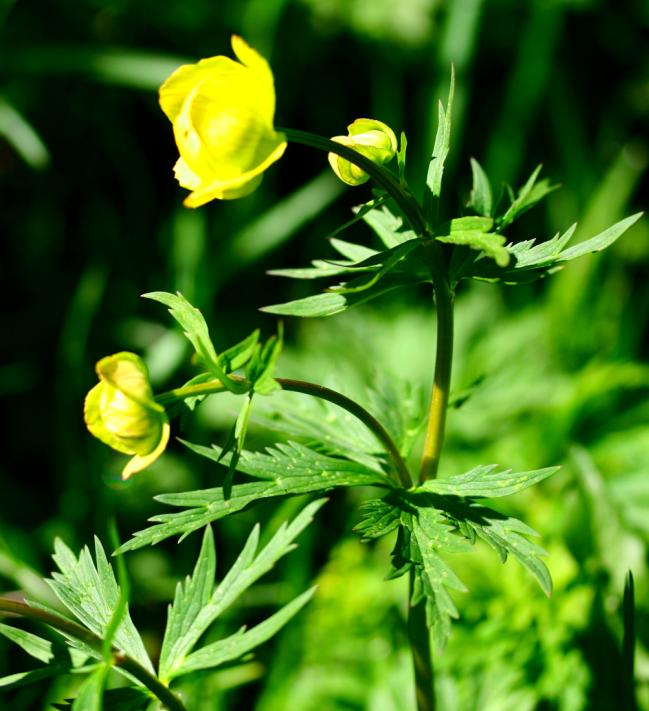
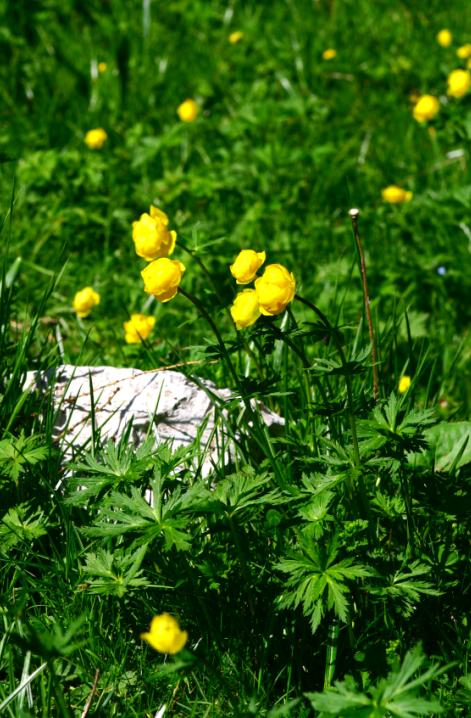
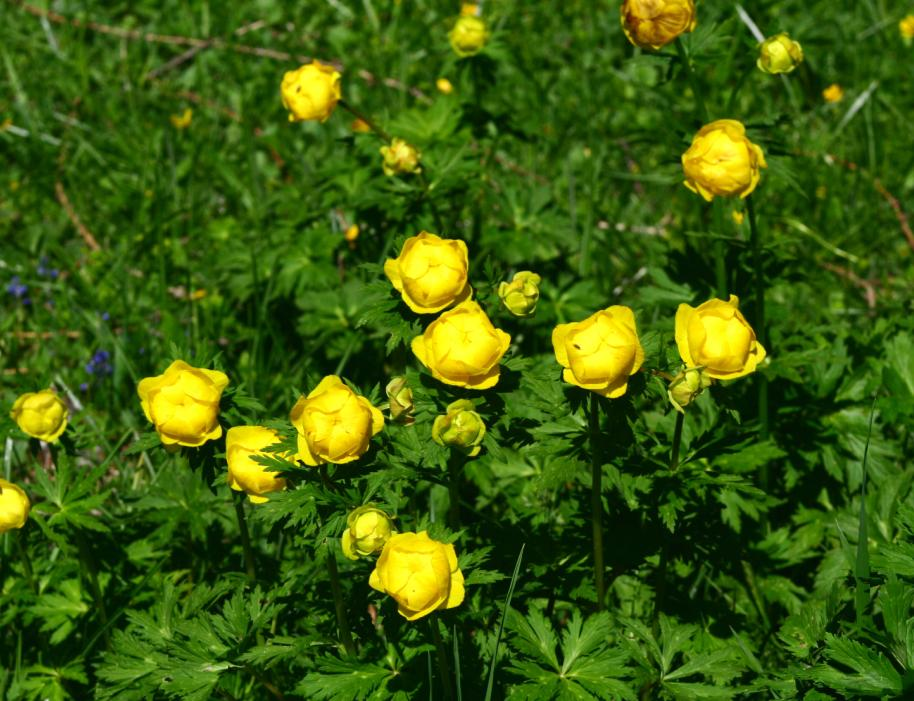